# Rima Cardanus
Rima Cardanus és una estructura geològica del tipus rima a la superfície de la Lluna, situada amb el sistema de coordenades planetocèntriques a 13.23 ° de latitud N i -68.53 ° de longitud E. Fa un diàmetre de 221.93 km. El nom va ser fet oficial per la UAI l'any 1964 i fa referència al proper cràter Cardanus.